# Motobloc Type O
Als Motobloc Type O bezeichnete der französische Hersteller Motobloc verschiedene Pkw-Modelle.
Zunächst gab es den Type O von 1908 bis 1910. In den 1920er Jahren stand der Type O von 1923 bis 1927 im Sortiment.